# Военна повинност
Военната повинност представлява задължение на граждани (в повечето случаи мъже) във въоръжените сили на дадена страна за военна служба за определен период от време. Съвременните държави установяват и регламентират това задължение със закон. 
Възниква още от Античността, съществува в много държави и днес под разни имена (например „служба на нацията“). Това задължение в България съществува още от обявяването на независимостта и е отменено на 1 януари 2008 г. В редица страни като Израел, Норвегия, Швеция и др. на военна повинност подлежат и мъжете, и жените.
Подлежащите през определена година на призоваване във войската за военна повинност, основно родени през една и съща година (но и закъснели), в съвкупност се наричат набор. Впоследствие терминът „набор“ се използва също и за хора, родени през една и съща година. Всеки одобрен за войската от даден набор, се нарича наборник. След одобрение от военна наборна комисия, че е годен за военна служба, и разпределение наборникът получава призовка за постъпване на военна служба. Определените от комисията за негодни за военна служба се задължават в някои страни вместо нея да плащат т.нар. военен данък, докато излязат от призивната възраст.
Обикновено през военна повинност минават млади мъже, но при нужда възрастовата граница се разширява. Например Нацистка Германия създава в последните си години т.н. Фолксщурм, в който се включват мъже и жени на възраст между 16 и 60 години. Пример за военна повинност в съвремието на мъже между 18 и 60 години може да се види и в Украйна след Руското нападение над Украйна, придружена със забрана за напускане на страната.
Задължението за военна повинност се оспорва от наборници, изтъкващи религиозни, политически или морални причини да не служат. Това може да доведе до протести и емиграция на наборници.
В съвремието поради мирното съвместно съществуване много страни отменят общата военна повинност (като някои я запазват частично), но могат да я възстановят във военно време, за да се набере голяма войска.